# 둔내중학교
둔내중학교(屯內中學校)는 대한민국 강원특별자치도 횡성군 둔내면 둔방내리에 있는 공립 중학교이다.

## 학교 연혁
- 1953년 4월 27일 : 안흥중학교 둔내 분교 3학급 인가(150명)
- 1954년 5월 10일 : 둔내중학교 3학급 인가
- 1983년 3월 3일 : 교훈 개정 성실(誠實)
- 2023년 3월 1일 : 제32대 윤호철 교장 부임
- 2025년 1월 3일 : 제71회 졸업(졸업생 27명) 총 졸업생 7,696명
- 2025년 3월 1일 : 학교 감축인가 총 5학급(특수학급 1포함)
- 2025년 3월 4일 : 입학식(신입생 29명)

## 참고 자료
- 둔내중학교 - 한국교육학술정보원 학교알리미